# دييغو لوغانو
دييجو ألفريدو لوغانو مورينو (بالإسبانية: Diego Alfredo Lugano Moreno)‏ (مواليد 2 نوفمبر 1980 في كانيلونيس) لاعب كرة قدم أوروغواياني سابق.

## روابط خارجية
- دييغو لوغانو على موقع الاتحاد الدولي (مؤرشف)  (الإنجليزية)
- دييغو لوغانو على موقع الاتحاد الأوربي (الإنجليزية)
- دييغو لوغانو على موقع اتحاد تركيا (لاعب) (الإنجليزية)
- دييغو لوغانو على موقع إي إس بي إن إف سي (الإنجليزية)
- دييغو لوغانو على موقع قاعدة بيانات كرة القدم.إي يو (الإنجليزية)
- دييغو لوغانو على موقع ليكيب (الفرنسية)
- دييغو لوغانو على موقع ناشيونال فوتبول تيمز (الإنجليزية)
- دييغو لوغانو على موقع Soccerbase.com (لاعب) (الإنجليزية)
- دييغو لوغانو على موقع Soccerway.com (الإنجليزية)
- دييغو لوغانو على موقع عالم كرة القدم.نت (الإنجليزية)